# Motorradbiathlon
Das Motorradbiathlon ist ein Wettbewerb für Motorräder auf einem unbefestigten Rundkurs, der hauptsächlich in Deutschland verbreitet ist.
Der Wettbewerb beginnt mit einer Startprüfung, auf der die Teilnehmer eine Laufstrecke von etwa 30 bis 60 Meter zurücklegen. Anschließend absolvieren die Teilnehmer eine Schießprüfung mit einem Luftgewehr oder einem Lasergewehr auf Klappscheiben und eine Fahrprüfung auf einem relativ unbefestigten, mehrmals zu durchfahrenden Rundkurs. Die Fahrzeit beträgt etwa 40 bis 50 Minuten.
Austräger des Motorradbiathlon sind die regionalen Motorsportverbände in Deutschland. Einmal jährlich werden Deutsche Meisterschaften ausgetragen.